# Feocromocitoma
Feocromocitomas são tumores raros que se desenvolvem na região interna (chamada de medula) das glândulas suprarrenais.

## Definição
Feocromocitoma é um tumor que aparece nas células cromafins. Surge no tecido de algumas glândulas, sendo mais comum nas adrenais ocasionando uma produção maior de catecolamina, e consequentemente, aumento nos níveis de pressão arterial. 

## Anatomia e Patologia
Estes tumores, geralmente benignos, de células cromafins, são formados por células produtoras de substâncias adrenégicas, como a Adrenalina. Costumam se localizar nas glândulas adrenais, ou suprarenais, mas podem ter outras localizações. Esse tipo de tumor raramente responde a quimioterapia ou radioterapia, necessitando de intervenção cirúrgica. Os feocromocitomas são de difícil visualização, muitas vezes sendo necessária uma cintilografia com iodo radioativo, quando não são localizados através de tomografia ou ressonância magnética.
20% são familiares (Autossómico dominante). 10% são malignos, 10% são extra-suprarrenais e 10% são bilaterais ou múltiplos.

## Variantes
Podem também estar associados a carcinoma medular da tiróide, e hiperparatiroidismo assim como múltiplas neoplasias endócrinas (NEM tipo 2A). Alguns apresentam características "marfanóides" defeitos esqueléticos, ganglioneuromatoses, neuromas das mucosas (NEM tipo 2B).

## Prevalência
O Feocromocitoma é considerado um tumor raro.  Estima-se que a incidência anual de pessoas com feocromocitoma seja de 2–8 novos casos por 1 milhão de habitantes Entre hipertensos a incidência é de 0,1% e 4% dos pacientes com tumor suprarrenal . Em cerca de 80-90% dos casos, os feocromocitomas são neoplasias benignas.

## Sintomas
Podem ser "silenciosos", sendo um achado fortuito de uma autópsia, mas podem ter os mais variados graus de sintomas, sendo os mais intensos os das chamadas crises adrenérgicas. Neste caso, o portador apresenta crises súbitas de taquicardia, com grandes elevações de pressão arterial, dor de cabeça e sudorese. Normalmente existe emagrecimento devido  ao excesso de catecolaminas e a hipotensão ortostática é muito frequente.

## Manifestações clínicas
As principais manifestações clínicas comuns nos pacientes com feocromocitomas são recorrentes da hipersecreção de catecolaminas circulantes , esse aumento é devido a ação da epinefrina sobre os receptores alfa e beta-adrenérgicos, ocasionando diretamente os sinais e sintomas como: cefaleia, palpitação e sudorese, classificados como  tríade clássica; hipertensão, perda de peso, dor torácica ou abdominal, náuseas, vômitos, palidez, ansiedade, dispneia, que são consequências diretas das alterações vasomotoras  .A hipertensão é um dos sintomas mais frequentes entre os pacientes com feocromocitoma, podendo apresentar-se de forma sustentada e paroxística .

## Fisiopatologia
O Feocromocitoma desregula o equilíbrio interno do organismo e resulta em reações corporais incomuns, provocadas pela hipersecreção autônoma de catecolaminas produzidas pelas células cromafins . Além disso, há casos em que ocorre a produção e liberação de outras substâncias pela massa tumoral, como de hormônios adrenocorticotróficos (ACTH), neuropeptídeo Y, calcitonina, polipeptídeo intestinal vasoativo (PIV), histamina, entre outros . Em virtude disso, ocasiona-se a liberação dos metabólitos das catecolaminas excedentes na corrente sanguínea e intensificando as ações dessas substâncias no organismo. 
Algumas das manifestações clínicas dessa condição são constituídas pela sudorese intensa, cefaléia, palidez, tremores, náusea, palpitações e dores corporais, todos relacionados a episódios de paroxismo equivalentes à uma crise nervosa e cenários de hipertensão arterial, que varia entre sintomática e assintomática . Níveis elevados de pressão arterial, apesar de característicos, não estão presentes em todos os portadores, e podem resultar de diversos fatores, como por exemplo, o alto nível de catecolaminas circulantes, fenômenos de dessensibilização dos receptores adrenérgicos, a administração de agonista a2, e a liberação de substâncias vasodilatadoras pelo tumor que, ao se ligarem às aminas, possuem suas ações invertidas . A presença do tumor pode resultar em complicações cardíacas, como obstrução das artérias em consequência do quadro de vasoconstrição, miocardite devido à força demasiada da contração do miocárdio (causada pelos altos níveis de adrenalina), taquiarritmias (visto o número alto de catecolaminas a atingir o sistema cardiovascular subitamente), insuficiência e outras disfunções cardiovasculares graves, até mesmo morte súbita . Em casos mais isolados, anomalias atípicas em regiões como cérebro e pulmão são identificadas, majoritariamente provindas das substâncias liberadas, além das catecolaminas.

## Diagnóstico
O diagnóstico inicial do feocromocitoma é feito a partir da Monitorização Ambulatorial da Pressão Arterial (MAPA), que monitora, por 24 horas, as alterações da pressão arterial do indivíduo. Para o diagnóstico laboratorial, é preciso dosar catecolaminas e seus metabólitos no sangue e na urina, visando identificar quaisquer evidência de hipersecreção de catecolaminas (adrenalina, noradrenalina e dopamina), que possam também determinar se o feocromocitoma é benigno ou maligno . Os exames plasmáticos apresentam maior eficácia. Pode-se localizar o feocromocitoma a partir de: ultrassonografia, tomografia computadorizada, ressonância magnética e cintilografia (com metaiodobenzilguanidina, MIBG, marcada com iodo 131). 
O diagnóstico laboratorial é melhor evidenciado pelas dosagens das catecolaminas plasmáticas, epinefrina e norepinefrina e catecolaminas urinárias  e seus metabolitos como o ácido vanil mandélico (AVM)e as metanefrinas.
É uma causa potencialmente curável de Hipertensão arterial, embora extremamente rara. Ocorre em 0,1% dos hipertensos, mais frequentes na 3ª a 5ª década.
Pode haver sintomas de insuficiência cardíaca, aumento do tónus coronariano como consequências do excesso de catecolaminas circulantes, podendo haver sinais ou sintomas de isquemia miocárdica, complicados com infarto agudo do miocárdio.